# Herb gminy Imielno
Herb gminy Imielno – symbol gminy Imielno.

## Wygląd i symbolika
Herb przedstawia na tarczy dzielonej w słup w polu lewym złotym gałązkę jemioły ze srebrnymi jagodami, natomiast w polu prawym pół srebrnej róży (godło z herbu Poraj).